# سول جی تورل
سُول جِی تورِل (انگلیسی: Saul J. Turell; ۲۰ ژانویهٔ ۱۹۲۱ – ۱۰ آوریل ۱۹۸۶) تهیه‌کننده و سازنده فیلم‌های مستند و توزیع کننده فیلم‌های کلاسیک اهل ایالات متحده آمریکا بود.
او در سال ۱۹۸۰ جایزه اسکار بهترین فیلم مستند کوتاه را برای فیلم پل رابسون: ادای احترام به یک هنرمند دریافت کرد.